# Olho cefalópode

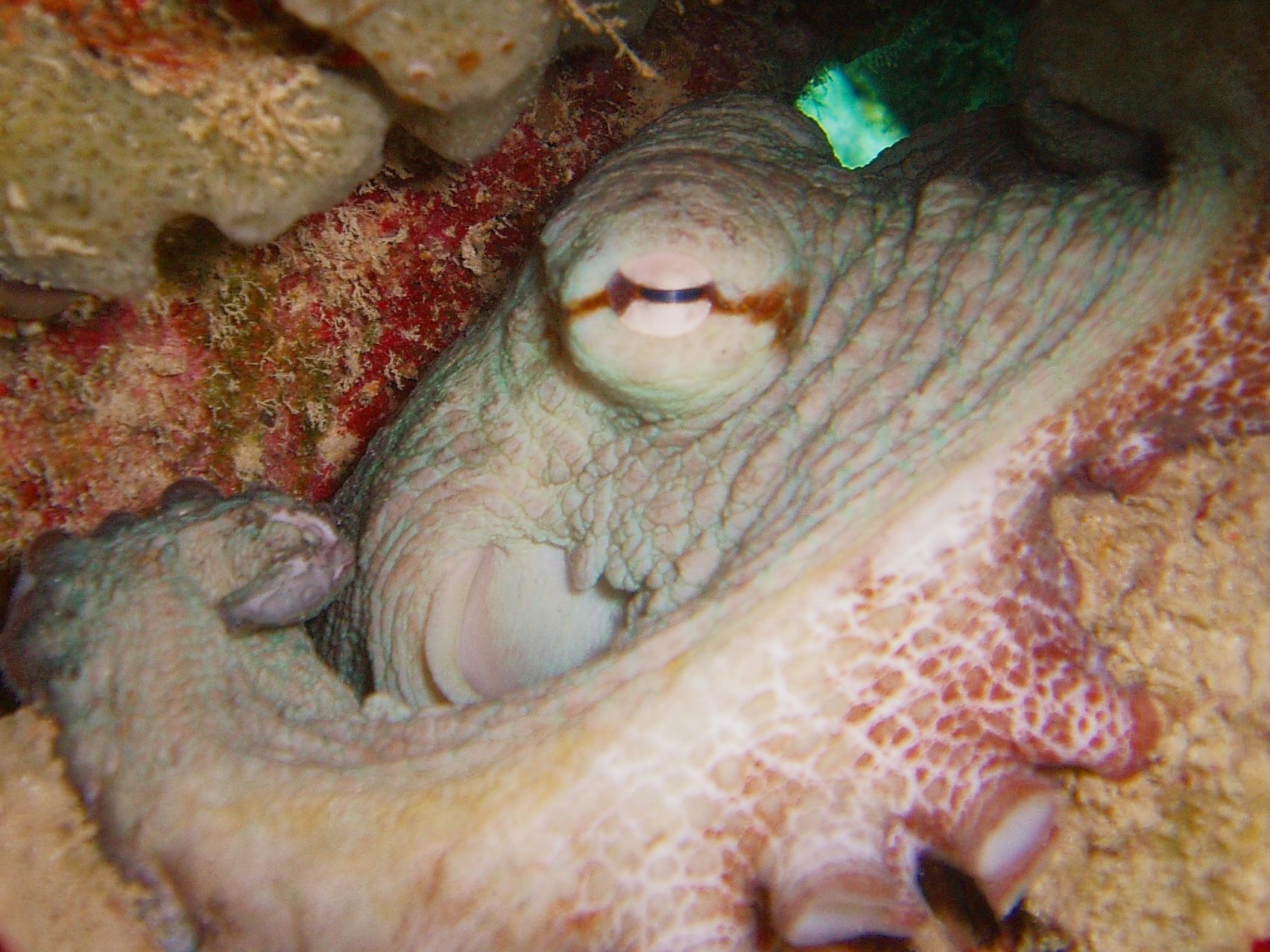
Olho do Octopus vulgaris

Cefalópodes, como ativos predadores marinhos, possuem órgãos sensoriais visuais especializados para uso em condições aquáticas Os olhos do cefalópodes tem uma câmara, que consiste de uma íris, uma lente circular, a cavidade do vítreo (gel ocular), células pigmentares e células fotorreceptoras que traduzem luz da retina sensível à luz em sinais nervosos que viajam ao longo do nervo óptico para o cérebro.

## Luz polarizada
Foi documentado que vários tipos de cefalópodes, principalmente lulas e polvos, e, potencialmente, choco, têm olhos que podem distinguir a orientação de luz polarizada.

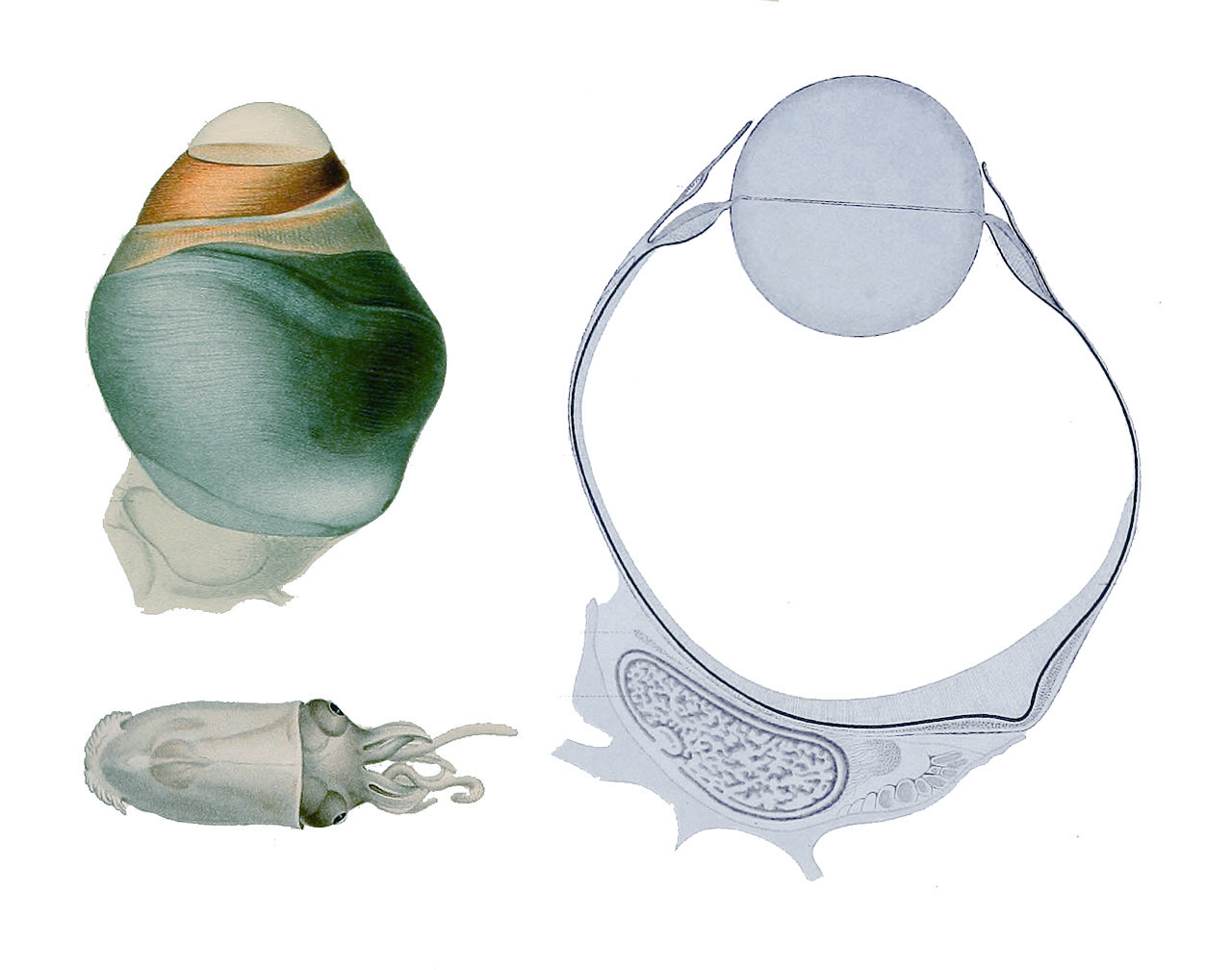
Olho do Bathyteuthis sp.
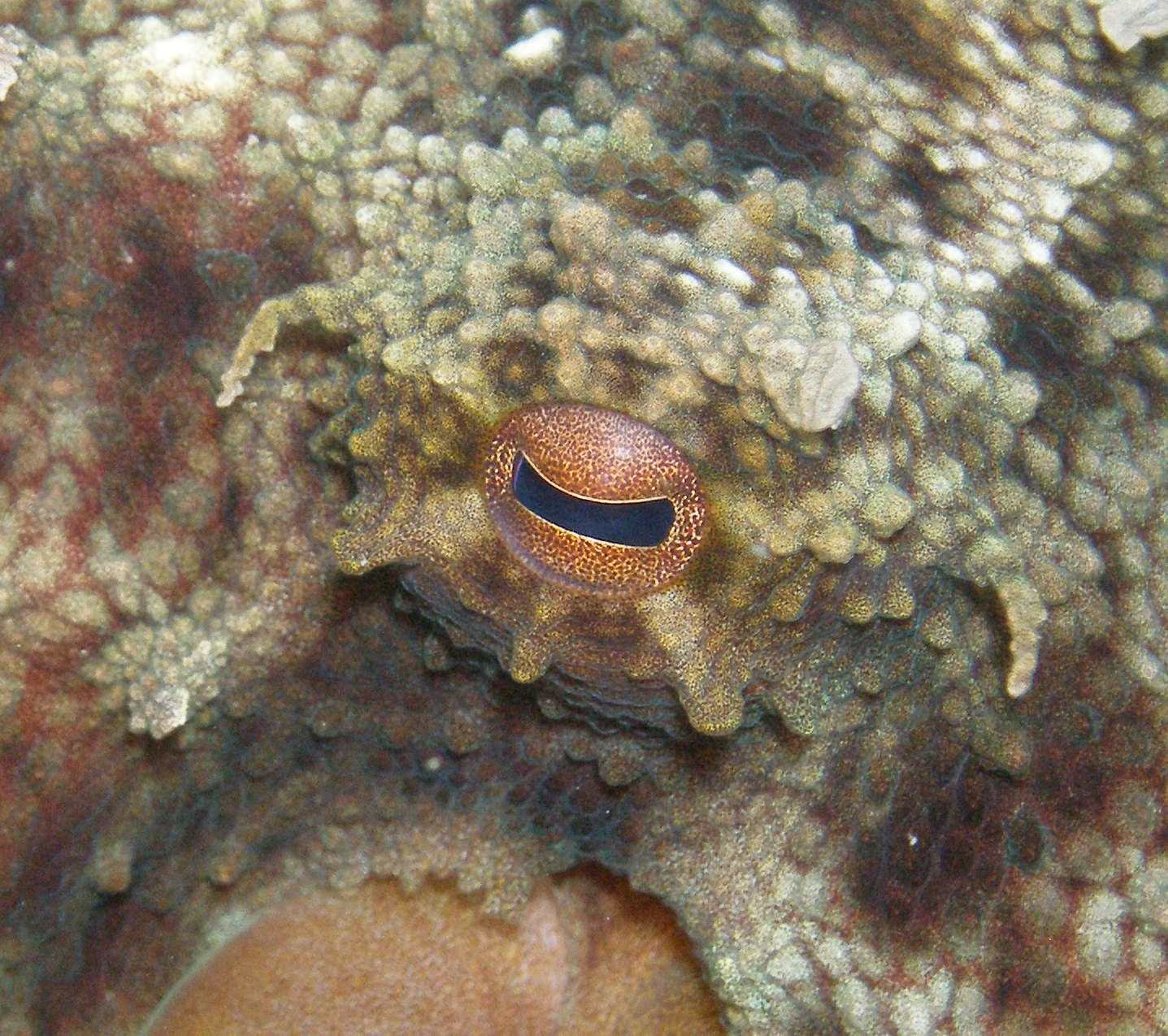
Olho do polvo
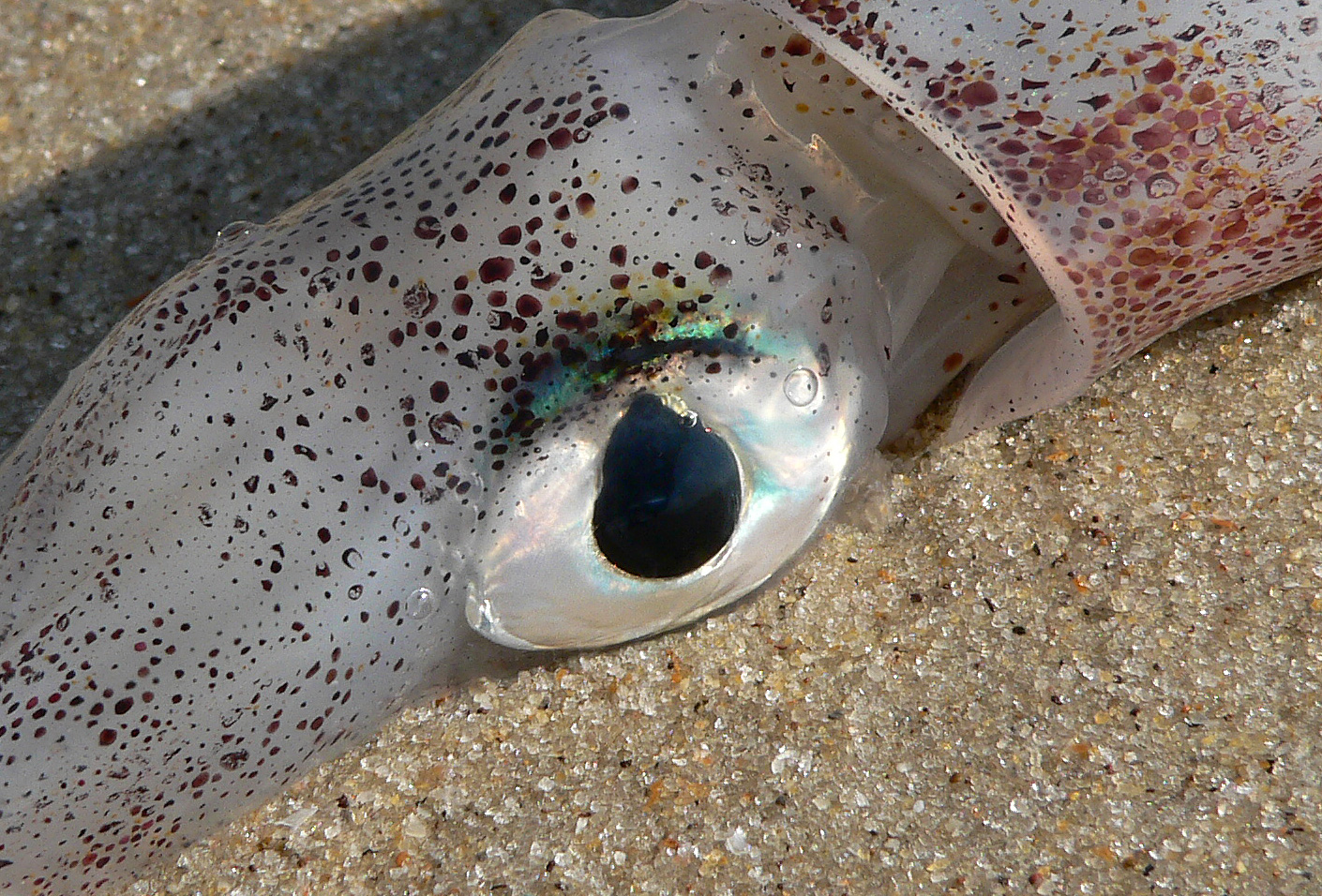
Olho da Lula
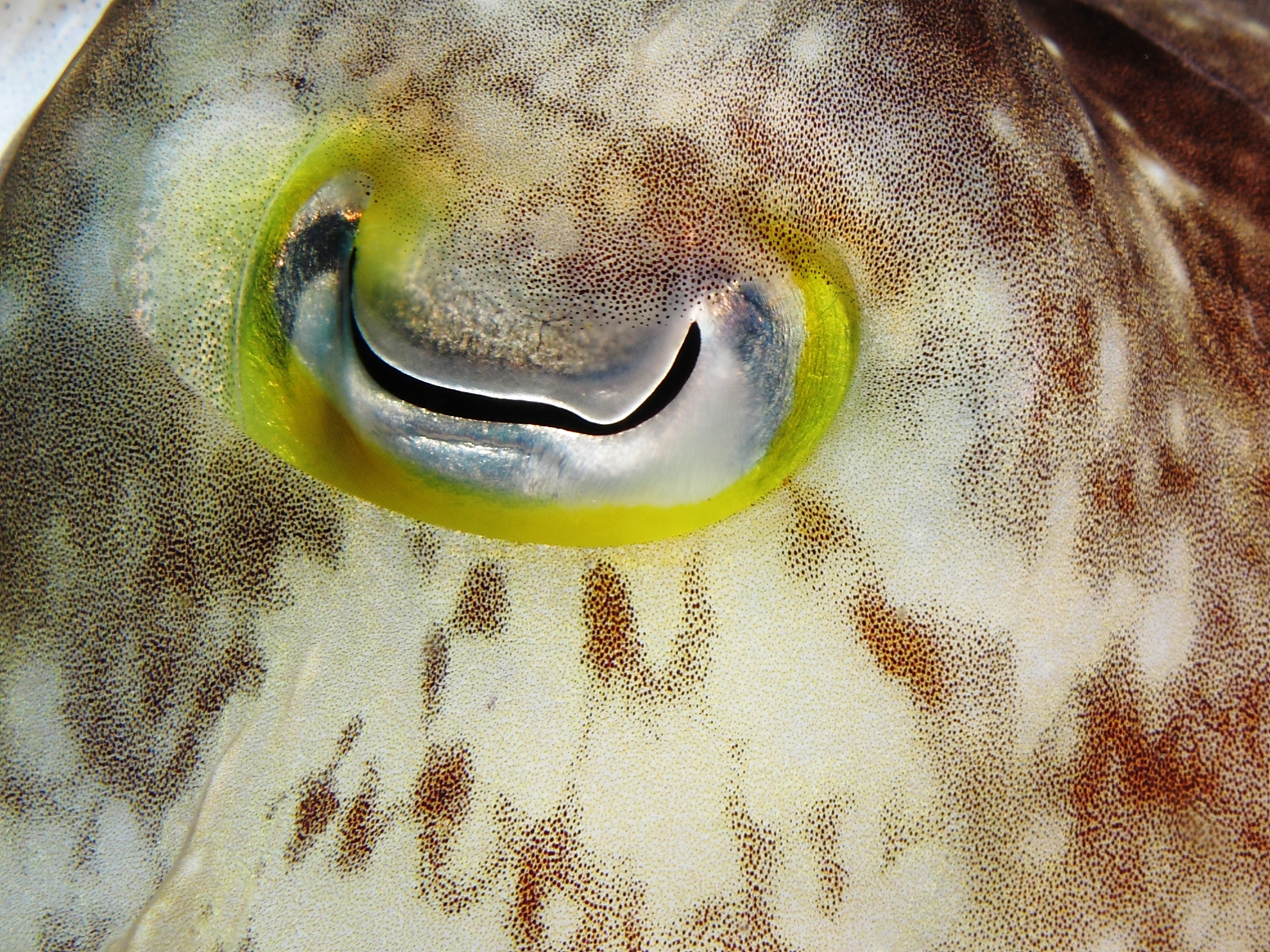
Olho do choco
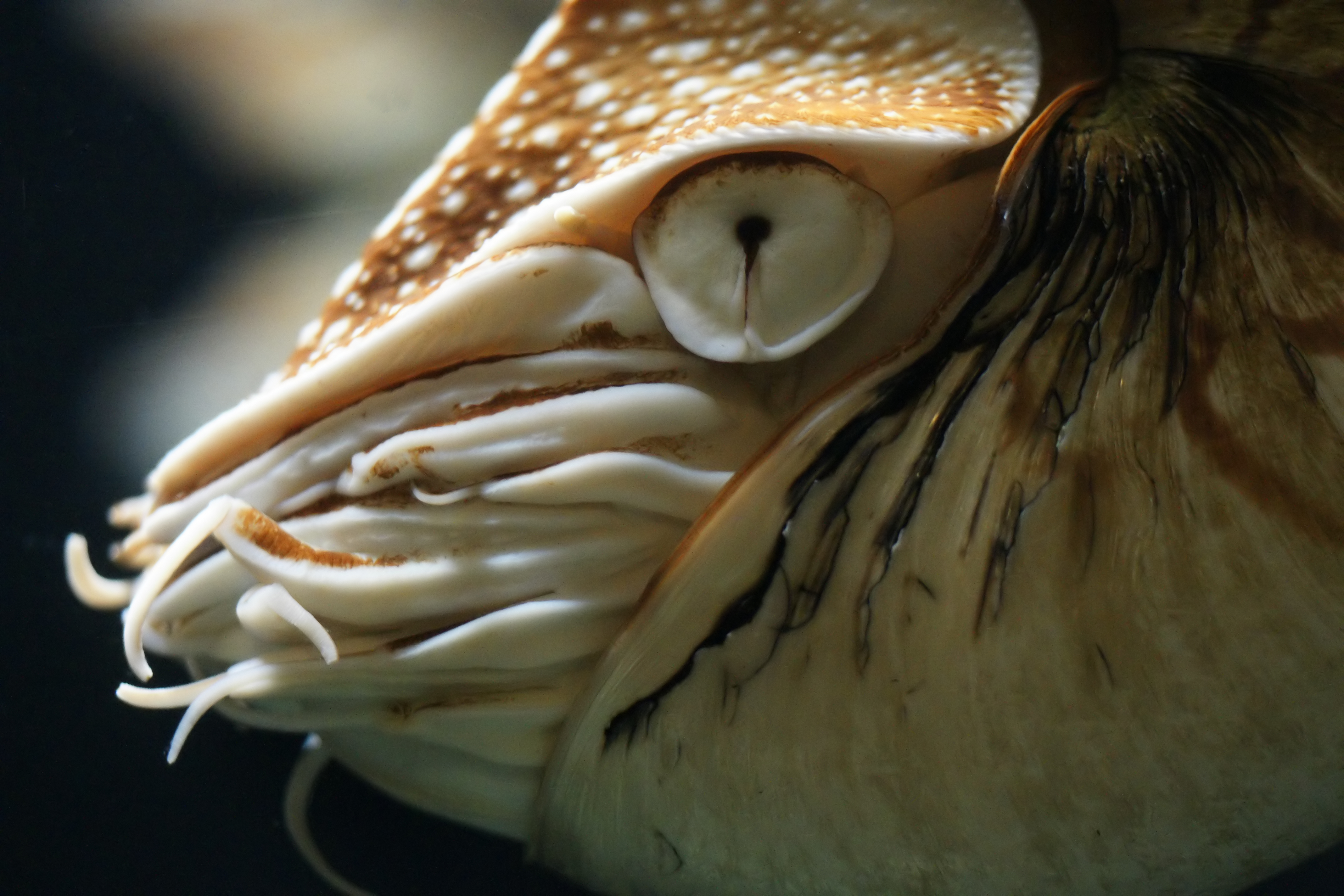
Olho do Nautilus pompilius